# Loddon Mallee
Loddon Mallee é uma região que ocupa mais de um quarto do estado australiano de Vitória e se estende da Grande Melbourne até o canto noroeste do estado, que marca os limites com a Austrália do Sul e Nova Gales do Sul. A região inclui as áreas de governo local da cidade de Bendigo, Buloke, Campaspe, Central Goldfields, Gannawarra, Loddon, Macedon Ranges, Mildura, Mount Alexander e Swan Hill.